# Saint Andras

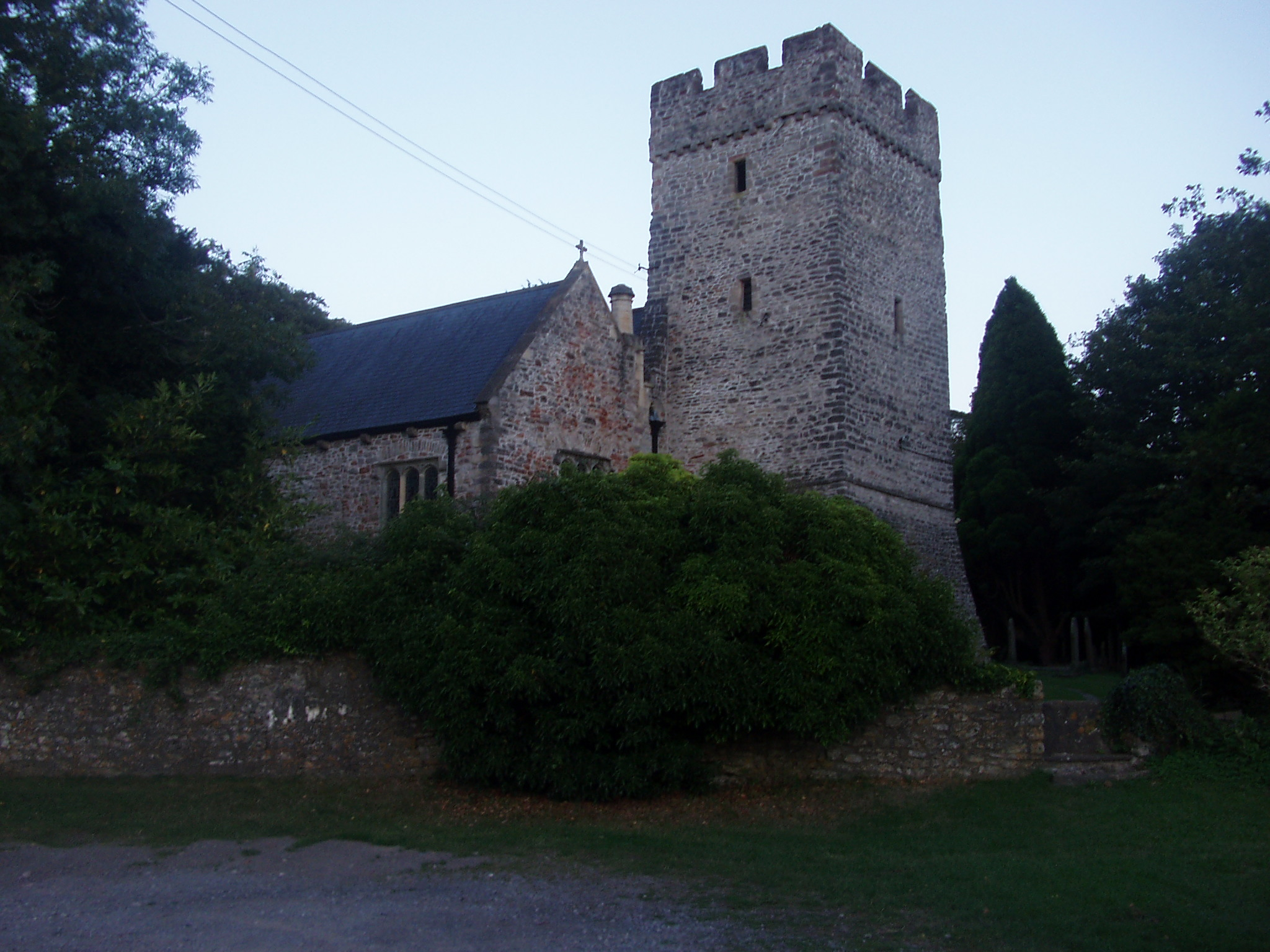
Església de Saint Andras

Saint Andras - St. Andrew's Major (anglès) és una vil·la i una parròquia del county borough de Bro Morgannwg, Gal·les entre Y Barri i Cardiff, al sud-est del país. El 1891 la vil·la tenia 1.149 habitants, però actualment és un petit poblet de menys de 150 residents.
La vil·la de Saint Andras té una església d'uns sis segles d'antiguitat, a més a més d'una escola primària. L'església està dedicada a Andreu apòstol. A principis del segle xix hi havia una casa de postes al costat de l'església, però el terratinent de la zona la va fer tancar perquè considerava que els seus treballadors es passaven el dia allà i no treballaven la terra (segons la història local). Actualment aquest edifici és una residència privada. No hi ha cap pub a la vil·la avui dia.

## Geografia
El subsòl de la parròquia és sec i ferm, molt adaptat per als cereals de tota classe. El substrat és calcari. El terreny és bastant elevat i muntanyós, i la plana anivellada cap al sud. De vegades pateix d'inundacions parcials pel desbordament d'un petit riuet, anomenat rierol de Dinas Powis, el qual travessa el poble del sud-est al sud, i desemboca al Canal de Bristol, entre les vil·les de Tregatwg i Sully.
A l'extrem est de la cara nord de l'església, paral·lel al presbiteri, hi ha una petita capella, antigament propietat i lloc d'enterrament d'una família respectable, anomenada Rowel, extingida fa molt temps, i de la família Bouville, els quals eren propietaris de bona part de la parròquia. Al terra d'aquesta capella hi ha una llosa amb una inscripció que marca el lloc d'enterrament d'una parella que va viure durant molts anys:
| « | Aquí jau el cos de John Gibbon James, enterrat el 14 d'agost del 1601. I Margaret Mathew, la seva dona, enterrada el 8 de gener del 1631. Ell va viure 99 anys, ella va viure 124 anys. | » |

S'ha dit que John Wesley va predicar des del púlpit.